# Ендогуровы
Ендогуровы (также Ендауровы, Ендоуровы, Эндауровы и Яндоуровы) — русский дворянский род.
Своими корнями дворянский род этой фамилии восходит к XVII веку. Он был внесён Герольдией в VI и II части родословной книги Вологодской и Смоленской губерний Российской империи.

## История рода
Фёдор Ендогуров губной староста в Клину (1578). Семён Дмитриевич служил по Твери (1585) и возможно, что он с сыном Никифором пожалован вотчинами за московское осадное сидение и его потомки служили в детях боярских и городовых дворянах по Твери.
Другая ветвь Ендогуровых сидела в Смоленском уезде. Марфа Ендогурова с сыном Яковым и его женой Марией и дочерью Марией были освобождены из польского плена (1613). Яков Васильевич получил придачи за Ржевскую и Новоторжские службы (1613), Яков Иванович за Смоленскую и Подмосковную службы (1614), Афанасий и Иван Анофриевичи за Смоленскую службу (1635). Иван Анофриевич голова московских стрельцов (1646-1658), находился на службе в Архангельске (1646).
Пятнадцать представителей рода владели населёнными имениями (1699).

## Известные представители
- Ендогуров Иван Иванович — стряпчий (1658-1668), стольник (1686-1692), воевода в Галиче (1683)
- Ендогуров Иван — воевода в Старице (1665)
- Ендогуров Иван Гаврилович — стряпчий (1677), стольник (1686-1692).
- Ендогуровы: Никита Михайлович и Степан Игнатьевич — московские дворяне (1676-1692).
- Ендогуровы: Михаил Иванович и Кирьяк Афанасьевич — стряпчие (1671-1692)[4][5][6].